# Axel Leijonhufvud
Axel Leijonhufvud (* 6. September 1933 in Stockholm; † 2. Mai 2022) war ein schwedischer Wirtschaftswissenschaftler, der sich insbesondere mit dem Keynesianismus auseinandersetzte.

## Akademische Karriere
Seinen ersten Abschluss erhielt er an der Universität Lund. Im Jahr 1960 ging er in die Vereinigten Staaten und erhielt einen M.A. der University of Pittsburgh und seinen Ph.D. an der Northwestern University. 1971 wurde er zum Professor an der University of California, Los Angeles berufen, wo er 1991 das Center for Computable Economics gründete, das er bis 1997 als Direktor leitete. 1995 wurde er zum Professor für Geldtheorie und -politik an der Universität Trient berufen, wo er bis 2008 wirkte.

## Wirken
Im Jahr 1968 publizierte er das Buch On Keynesian Economics and the Economics of Keynes, dessen deutscher Titel Über Keynes und den Keynesianismus lautet. Die Ausführungen waren stark beeinflusst von seinem Mentor und Betreuer der Doktorarbeit, Robert Wayne Clower.
Er argumentierte, dass die von John R. Hicks als IS-LM-Modell formulierte Interpretation von Keynes’ General Theory als Erklärung von unfreiwilliger Arbeitslosigkeit inadäquat sei. Er wies darauf hin, dass Keynes die Bedeutung von Nicht-Gleichgewichtsphänomenen betont hätte, die im IS-LM-Modell nicht behandelt werden. Es gäbe auf einem Markt auch Kräfte, die destabilisierend wirken.:2 Leijonhufvud hält die Neoklassische Synthese daher für „vollkommen inkorrekt in ihrer Interpretation von Keynes.“ Laut Leijonhufvud entstehen durch unvollständige Information in komplexen Wirtschaftssystemen Fehler in der intertemporalen Koordination. Dadurch kann es zu makroökonomischen Instabilitäten kommen. In der neokeynesianischen Wirtschaftswissenschaft und ihren DSGE-Modellen sei dieses zentrale Problem weitgehend vernachlässigt und auf Friktionen reduziert, die für Abweichungen vom optimalen Gleichgewicht sorgen. Statt der Voraussetzung, dass sich die Wirtschaft in einem Allgemeinen Gleichgewicht befände, solle in einem „kybernetischen“ Ansatz die Wirtschaft als dynamisches System modelliert werden.:4–5
Peter W. Howitt resümiert, dass das von ihm als Meisterleistung („tour de force“) bezeichnete Buch zwar ein großer Erfolg gewesen sei und das IS-LM-Modell in der akademischen Welt seinen Einfluss verlor, jedoch weiterhin zur Politikberatung genutzt wurde, ehe der Keynesianismus durch die unter anderem von Robert E. Lucas entwickelte Neue Klassische Makroökonomik abgelöst wurde.:8
Später publizierte er unter anderem zum Werk von Knut Wicksell oder zu Problemen gesamtwirtschaftlicher Nachfrage.

## Werke
- On Keynesian economics and the economics of Keynes: a study in monetary theory. Oxford University Press, New York 1968. deutsche Übersetzung: Über Keynes und den Keynesianismus : eine Studie zur monetären Theorie. Kiepenheuer & Witsch, Köln 1973.
- Information and Coordination: Essays in Macroeconomic Theory. Oxford University Press, Oxford 1981.
- Macroeconomic Instability and Coordination: Selected Essays. Edward Elgar, Cheltenham 2000.